# Пивна помпа

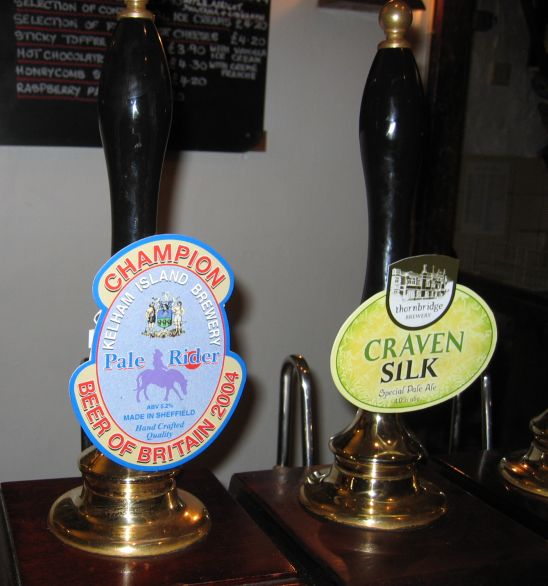
Ручки типових англійських пивних помп

Пивна помпа (англ. beer engine — «пивна машина», «пивний прилад») — пристрій у пабі для викачування пива з барила, як правило, поміщеного в погребі.
Винахідником пристрою вважається голландський купець і промисловик Джон Лофтінг, який перебрався з Амстердама в Лондон близько 1688 р. Йому також належать інші винаходи, серед яких пожежний рукав і пожежний насос, верстат для накочування наперстків. Газета London Gazette від 17 березня 1691 р. повідомляла, що «патентовласник також розробив дуже корисну машину для підняття пива та інших хмільних напоїв, що працюватиме зі швидкістю 20-30 барелів у годину, вона складена з використанням латунних зчленувань і гвинтів у розумній кількості». У 1797 році машина була вдосконалена інженером Джозефом Брама.
Як правило, пивна помпа обслуговується вручну («ручні помпи»), хоча існують і електричні пивні помпи, а також помпи, що працюють з використанням стисненого газу.

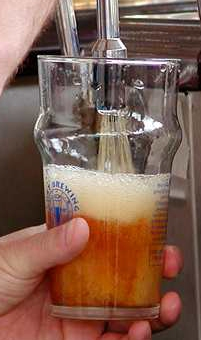
Пиво проходить через спарклер

Помпа зазвичай розташована під стійкою, зовні присутня тільки ручка, за допомогою якої пиво через шланг надходить у носик, а з нього в підставлену склянку.
Ручка пивної помпи часто використовується як символ бочонкового елю. При приготуванні цього виду пива використовується безперервна ферментація й застосовуються як пористі, так і непроникні чопи (так звані spiles): перші для звільнення, а другі для затримання газів, утворюваних під час ферментації, що уможливлює добитися оптимального рівня насиченості пива вуглекислотою (карбонування).
У 1970-х роках багато виробників пива з фінансових міркувань замінили традиційні бочонки кегами, і почали оформляти їхні крани в стилі ручок пивних помп. Організацією CAMRA ця практика була розцінена як шахрайство і припинена.
Вигнутий носик помпи відомий як «лебедяча шийка» (swan neck). Він часто використовується з приєднаним спарклером.
Спарклер чи розсіювач (sparkler) — наконечник, у якому пророблені маленькі отвори — це сприяє насиченню пива повітрям під час заповнення склянки, що забезпечує утворення на ній пишної пінної шапки. Завдяки тому, що частина CO2 переходить у шапку, смак пива стає більш м'яким. Спарклер популярніший у північній Англії, ніж у південній.
Помпові ярлики (англ. pump clips) — бирки, ярлики, які навішуються на ручки помп для вказання, які сорти є в наявності. Окрім найменування сорту, на них може вказуватися назва виробника й міцність. Виготовляються з металу, кераміки, пластмаси, модерністські варіанти — з дерева, шиферу й старих компакт-дисків.